# Redduck
Redduck（レッドダック 朝鮮語:레드덕）は韓国ソウルに所在したオンラインゲーム開発会社。

## 概要
1990年2月26日にTaffSystemの名前で会社を立ち上げ、2004年3月にNtixSoftに社名変更、2006年2月にRedduckに社名変更した。
『Alliance of Valiant Arms』（A.V.A）などを韓国やその他の国の会社に提供していた。
2019年3月に試みたM&Aの失敗後、同年7月19日に破産予告を受けて倒産し、『A.V.A』の知的財産権はすべてNEOWIZに移行した。

## 開発ゲーム
- Tamheom!
- Yeongeo Nara
- K-1 Tank
- Nakksigwang Series
- Wah~ Han'geul-i Boinda
- Monmallineun Tarokbeom
- Cycle Force
- Daemul Nakksigwang
- Boong-Ga Boong-Ga
- Geomjeong Gomusin
- MiniB
- Dinga: Gonchung Nara Daemoheom
- Yogurting（2011年3月29日にすべて[注釈 1]サービス終了）
- Alliance of Valiant Arms
- Gong Bak（2009年4月10日にサービス終了）
- Chaps（2009年4月29日にサービス終了）
- Metro Conflict
- Yogurting for Kakao Puzzle

## 沿革
- 1990年 - 株式会社TaffSystem設立
- 1994年 - 英語教育ゲーム『Tamheom!』発売
- 英語教育ゲーム『Yeongeo Nara』発売
- 戦争シミュレーションゲーム『K-1 Tank』発売
- 魚釣りゲーム『Nakksigwang Series』発売
- 1996年 - 韓国語教育ゲーム『Wah~ Han'geul-i Boinda』発売
- 犯罪ゲーム『Monmallineun Tarokbeom』発売
- シューティングゲーム『Cycle Force』発売
- 1998年 - 魚釣りシミュレーションゲーム『Daemul Nakksigwang』発売
- 2000年 - アーケードミニゲーム Boong-Ga Boong-Ga 設置
- 2002年 - アクションゲーム『Geomjeong Gomusin』発売
- ベルトスクロールアクションゲーム『MiniB』発売
- 昆虫採集ゲーム『Dinga: Gonchung Nara Daemoheom』発売
- 2004年 - 株式会社NtixSoftに社名変更
- MMORPG『Yogurting』韓国サービス開始
- 2005年 - 『Yogurting』日本サービス開始
- 2006年 - 『Yogurting』タイサービス開始
- 株式会社Redduckに社名変更
- 2007年 - FPSゲーム『A.V.A』韓国サービス開始(NEOWIZ)
- スポーツゲーム『Gong Bak』サービス開始
- 『A.V.A』2007年大韓民国ゲーム大賞受賞
- 『A.V.A』日本サービス開始（ゲームオン）
- 『A.V.A』北米サービス開始（NHN USA）
- 『Yogurting』、韓国サービス終了
- 2008年 - アクションゲーム『Chaps』サービス開始
- 『A.V.A』中国サービス開始（テンセント）
- 2009年 - 『A.V.A』北米サービスを北米・欧州統合サービスに拡大（NHN USA）
- 『Gong Bak』サービス終了
- 『Chaps』サービス終了
- 2010年 - 『A.V.A』台湾サービス開始（FUNTOWN）
- FPSゲーム『Metro Conflict』発表
- 『Yogurting』[[日本]サービス終了
- 2011年 - Redduck社屋拡張移転
- 『Yogurting』タイサービス終了
- 『A.V.A』タイサービス開始（ASIASOFT）
- 『A.V.A』シンガポール・マレーシアサービス開始（ASIASOFT）
- 『A.V.A』台湾のパブリッシャーをGarenaに変更
- パズルゲーム - 『Yogurting for Kakao Puzzle』サービス開始
- 『A.V.A』シンガポール・マレーシアのサービスパブリッシャーをGarenaに変更
- 2013年 - 『A.V.A』CISサービス開始（101XP）
- 2014年 - 株式会社Redduck Mobile設立
- 2015年 - 『A.V.A』北米・ヨーロッパのサービスパブリッシャーをEN MASSEに変更
- 2016年 - 『Metro Conflict』ベトナムサービス]]開始（VTC INTECOM）
- 2017年 - 『Metro Conflict』グローバルサービス開始（Steam）
- 2018年 - 『Metro Conflict』サービス終了
- 2019年 - 『A.V.A:DOG TAG』サービス開始
- 『A.V.A:DOG TAG』27日間でサービス終了
- 破産予告を受け倒産

## 備考
『A.V.A』のマップ「Aslan」には Redduck倒産後もRedduckの名残がある。